# Бойченко Олександр Максимович
Олекса́ндр Макси́мович Бо́йченко (22 листопада 1903, Київ — 30 травня 1950, Київ) — український радянський письменник і комсомольський діяч. Член Бюро ЦК ВЛКСМ з 26 січня 1931 по 1932 рік. Член ЦК КП(б)У з 5 червня 1930 по 18 січня 1934 року. Кандидат у члени Організаційного бюро ЦК КП(б)У з 15 червня 1930 по 22 квітня 1933 року. Член Центральної контрольної комісії ВКП(б) з 13 липня 1930 року по 26 січня 1934 року. Обирався членом ЦВК СРСР і ВУЦВК. Рідний дядько Валерія Лобановського.

## Біографія
Народився 9 [22] листопада 1903 року в селищі Деміївці під Києвом (нині місцевість Києва) в багатодітній сім'ї слюсаря-залізничника. Батько працював у депо Київ-ІІ Московсько-Воронезької залізниці і помер у 1922 році. 
З осені 1910 по осінь 1915 року навчався у двокласному (5 груп) залізничному училищі; у вересні 1915 — червні 1918 року — у вищому початковому  міському училищі (4 класи) в Києві, після закінчення якого у вересні 1918 року вступив до технічного училища Південно-Західної залізниці в Києві. Через тяжкі матеріальні умови вимушений був покинути навчання і з осені 1919 року почав підробляти на лісозаготівлях. 
З весни 1920 року працював на залізниці, робітником служби зв'язку станції Київ-Московський (Київ-ІІ). У вересні 1920 року вступив до робітничо-селянської спілки молоді. У 1921 році обраний секретарем комсомольського осередку станції Київ-ІІ. Одночасно з 1920 по 1922 рік був бійцем частини особливого призначення (ЧОПу) і по 1924 рік брав участь у придушенні селянських повстань в Україні.
З 1921 по літо 1923 року працював помічником електромеханіка станції Київ-ІІ. З 1922 по 1923 рік був представником комсомолу в Учпрофсожі (дільничний комітет профспілки залізничників). Член РКП(б) з 1923 року. З літа 1923 по листопад 1926 року — на виборній профспілковій роботі в Києві; голова комітету профспілки станції Крути; голова місцевкому, інструктор Учпрофсожу в Києві. У листопаді 1926 — травні 1927 року — секретар Залізничного (Деміївського) районного комітету ЛКСМ України міста Києва і член бюро Залізничного районного комітету КП(б)У. У травні 1927 — квітні 1928 року — завідувач організаційного відділу Київського окружного комітету ЛКСМ України. У квітні 1928 — липні 1929 року — відповідальний секретар Київського окружного комітету ЛКСМ України. З липня 1929 року по червень 1930 року — завідувач відділу ЦК ЛКСМ України, другий секретар ЦК ЛКСМ України. З червня 1930 року по 1932 рік — перший секретар ЦК ЛКСМУ.
Влітку 1931 року, під час спуску в шахту «Смолянка» в місті Сталіно, важко захворів — ушкодив крижі, покривив шию, не володів руками. З серпня 1932 року — на пенсії через інвалідність (запалення та скостеніння всіх суглобів та хребців). Лікувався в Німеччині, Австрії, Криму, Москві та Харкові. З 1935 по 1936 рік навчався на факультеті особливого призначення. У 1936 році разом із родиною перевезений із Харкова до Києва. За допомогою дружини з осені 1937 по літо 1939 року працював рецензентом, а потім редактором масово-політичної літератури київського видавництва ЦК ЛКСМУ «Молодий більшовик». У 1939 році втратив зір на праве око.
З липня 1941 року проживав у селі Сеньковому Куп'янського району Харківської області, у вересні 1941 року евакуйований в село Бєлопольє Совєтского району Саратовської області РРФСР, де був обраний членом бюро колгоспної партійної організації та редактором колгоспної стінгазети. У жовтні 1942 року перевезений до міста Уфи. У листопаді 1943 року разом із родиною був перевезений до Харкова. У квітні 1944 року повернувся до Києва. Член Спілки радянських письменників України з 1945 року.
Останні десять років життя був прикутий тяжкою хворобою до ліжка. Помер у Києві 30 травня 1950 року. Похований в Києві на Байковому кладовищі. Надгробок роботи скульптора Василя Оснача; встановлений у 1952 році.

## Творчість
Автор повісті-трилогії «Молодість» про життя комсомолу України (розпочав роботу над повістю з осені 1939 року). Частини 1—2 видані у 1945—1948 роках, частина 3 не закінчена. Повість перекладена багатьма мовами світу. За її мотивами Український драматичний театр імені Івана Франка у 1957 році поставив п'єсу «Кров'ю серця». Йому належать також статті:
- «За ленінський стиль у роботі» (1931);
- «Ленінськими шляхами» (1931);
- «Нова обстановка — нові завдання» (1932).

## Відзнаки
- Орден Трудового Червоного Прапора (.06.1944)[2];
- Орден «Знак Пошани»;
- Медаль «За доблесну працю у Великій Вітчизняній війні 1941—1945 рр.» (1945);
- Нагрудний знак «Почесний залізничник»;
- Республіканська премія ЛКСМУ імені Миколи Островського (1966, посмертно).

## Вшанування

Меморіальна дошка на вулиці Грушевського.

- У 1959 році в Києві, на будинку по вулиці Михайла Грушевського, № 9, де протягом 1944—1950 років мешкав Олександр Бойченко, встановлено меморіальну дошку. Дошка — бронза, барельєфний портрет; скульптор Василь Оснач, архітектор Ісроель Шмульсон[4]. Демонтована у березні 2020 року;
- Його іменем протягом 1964—2020 років називалася одна з вулиць Києва (нині вулиця Анатолія Солов'яненка) у Дніпровському районі[3].
- У 1973 році письменнику у Києві встановлено пам'ятник за адресою Велика Китаївська вулиця, № 85 на території київської середньої школи № 59. Пам'ятник являє собою гранітне погруддя заввишки 0,95 м, висота постамента — 2,35 м, стилобата — 0,35 м. На пам'ятнику напис: «Народ, Батьківщина, їх інтереси були для мене над усе. О. Бойченко (1903—1950)». Скульптор Віра Шатух[3].
- 1973 року меморіальна дошка встановлена на будинку вокзалу Київ-Московський, де протягом 1920—1926 років Олександр Бойченко працював робітником, секретарем комсомольської організації, головою профкому. Дошка — бронза, барельєфний портрет. Скульптор Марія Короткевич[4].
- У 1953 року ім’я українського письменника було надано київський дитячий бібліотеці[5]